# Kap
Jaume Capdevila i Herrero, conegut pel seu pseudònim Kap (Berga, 25 de juny de 1974), és un dibuixant d'humor i caricaturista català.
Actualment publica les seves vinyetes als diaris La Vanguardia i El Mundo Deportivo, a revistes com El Jueves, El Triangle, Berguedà Setmanal (suplement de Regió 7), Cavall Fort, El Web Negre i Gegants, i estrangeres com Courrier International, Siné Mensuel, Siné Hebdo, La Méche, Zélium (a França) o L'Antitempo (a Itàlia), entre d'altres. Publica als EUA mitjançant el Political Cartoonists Index de Daryl Cagle, també ha dibuixat en directe en programes de televisió com Els Matins de TV3, o de ràdio com el Catalunya Nit.
L'any 2017 va impulsar la publicació satírica de denúncia Illegal Times. La tardor de l’any 2021 va publicar la seva primera novel·la gràfica, amb guió de l'escriptor Jordi Cussà, una adaptació de la primera novel·la de Cussà, l’aclamada Cavalls Salvatges. El 2024 va publicar la seva novel·la gràfica, Shum, el dibuixant de les mans trencades.
Forma part del consell de direcció de l'Instituto Quevedo del Humor de la Fundació General de la Universitat d'Alcalá presidit per Antonio Fraguas de Pablo i Antonio Mingote Barrachina des de la seva fundació. Se'l considera un dels principals especialistes a Catalunya pel que fa a dibuix d'humor i premsa satírica. També és president de Dibuixants sense fronteres i membre de l'associació internacional de dibuixants d'humor auspiciada per l'ONU Cartooning for peace.
L'any 2009 li van concedir el Premi Internacional d'Humor Gat Perich, i el 2015 el Premi Notari de l'Humor de la Universitat d'Alacant. El febrer de 2016 va guanyar alhora el primer i tercer premi d'un dels certàmens del món de l'humor gràfic més prestigiosos d'Europa, el Press Cartoon Europe (PCE). L'any 2017 fou distingit a Girona amb el premi LiberPress, i el 2025 amb el Premi Crítica Serra d'Or per la seva novel·la gràfica Shum, el dibuixant de les mans trencades.

## Vida i obra
Llicenciat en Belles Arts per la Universitat de Barcelona, de jove ja va participar en la creació de revistes com Manikómik o Escudella i Carn d'Olla a la seva Berga natal, però va començar la seva carrera professional mentre era estudiant a la revista El Triangle el 1994. El mateix any va començar a col·laborar al diari Regió 7, i ben aviat va començar a dibuixar per La Vanguardia i Mundo Deportivo, on fa la vinyeta d'humor des de 1997. Com a ninotaire, la seva obra pren dimensió internacional durant la primera dècada del segle XXI i publica a premsa francesa, italiana i nord-americana les seves vinyetes i caricatures d'actualitat. En l'era digital, llença dibuixos i comentaris a la blocsfera des del seu blog al diari La Vanguardia, El último mono, i el seu bloc personal, Kapdigital, tot i que és a Gargots on podem trobar la seva pàgina web i portfoli estable.
El 1994 va començar la seva carrera professional dibuixant a la revista El Triangle, i ben aviat passà a La Vanguarida i Mundo Deportivo. El 1997 va publicar el seu primer llibre de dibuixos, titulat Sense Kap ni peus. Des d'aleshores ha publicat molt altres llibres amb les seves vinyetes i ha participat en volums col·lectius d'humor gràfic. Avui, Kap és un dels imprescindibles del circuit internacional de l'humor gràfic, i les seves vinyetes han aparegut en recopilatoris a diversos països europeus i del continent americà.
Estudiós i divulgador de l'humor gràfic, escriu regularment sobre aquest tema a la revista Sàpiens. Se'l considera un dels principals especialistes a Catalunya pel que fa a dibuix d'humor i premsa satírica. En aquest sentit, ha dirigit una gran quantitat d'exposicions com "Trazos", un recorregut pels 100 anys d'humor gràfic del diri esportiu El Mundo Deportivo, mostres sobre Joaquim Muntañola ("L'art de riure, l'art de viure", comissariada juntament amb Néstor Macià), Tísner, Perich ("Perich i Autopista, humor sense peatges"), i altres sobre política, futbol o història mitjançant vinyetes i caricatures. Ha publicat una vasta panoràmica de l'humor gràfic català al tombant del segle XXI al portal Tebeosfera, i ha col·laborat amb institucions com Ficomic, la Fundación General de la Universidad de Alcalá de Henares la Universidad de León, la Universitat Internacional de Catalunya o la Universitat d'Alacant. També ha escrit un estudi sobre les vinyetes antifeixistes de Lluís Bagaria durant la guerra civil: Bagaria. La guerra no fa riure (), en què analitza i contextualitza la producció del genial caricaturista barceloní durant la guerra civil, abans del seu exili a París i a l'Havana; un estudi sobre la faceta de ninotaire d'Avel·lí Artís Gener, Tísner: L'humor gràfic de Tísner (Pagés ed.); el caricaturista i dibuixant vallesenc Andreu Dameson – Andreu Dameson, geni de la caricatura (Dux Elm, 2011); ha recuperat el llegat de Jaume Perich –Perich sense caducitat (Efadós, 2015), fet conjuntament amb la filla de Perich, Raquel Perich i s'ha encarregat de l'edició d'unes memòries inèdites de Perich, titulades Un abric verd penicil·lina– i volums que estudien i recopilen les caricatures sobre la monarquia espanyola o la caricatura anticlerical.
El 2019 va comissariar una exposició sobre el dibuixant Josep Antoni Fernández, Fer, per al Museu Abelló, que dos anys més tard va anar també al Centre d'Arts Santa Mònica. El 2020 va encarregar-se de l'exposició Perich, humor amb ulls de gat, al Born, Centre de Cultura i Memòria. L'any 2022 va dirigir una gran exposició a Berga destinada a reivindicar Josep Maria de Martín, i el 2024 va recuperar la figura del dibuixant de Vilanova i la Geltrú Estanislau Vallverdú en una exposició al Centre d'Art Contemporàni de Vilanova i la Geltrú.
L'any 2012, coincidint amb el centenari de la desaparició de la revista satírica ¡Cu-cut! va dirigir l'estudi més important fet sobre aquesta emblemàtica publicació –en la que hi participaren grans humoristes catalans, com Gaietà Cornet, Ricard Opisso, Junceda,  Feliu Elies o Lola Anglada– Cu-cut! Sàtira política en temps trasbalsats (1902-1912), que ha cristal·litzat en una exposició i un llibre amb aportacions de Josep Maria Cadena, Lluís Solà i Dachs, Cecília Vidal Maynou, Antoni Guiral, Sebastià Roig, Ricard Mas Peinado, Josep Maria Figueres, Jordi Artigas, Ramon Folch i Camarasa, i Josep Pinyol Vidal. Aquesta obra ha servit d'arrancada a una col·lecció que recupera els tresors bibliogràfics de la premsa satírica i il·lustrada de Catalunya. L'any 2013 va veure la llum el segon volum, L'Esquella de la Torratxa (1879-1939) Seixanta anys d'història catalana, amb col·laboracions de Josep Maria Cadena, Lluís Solà i Dachs, Jaume Guillamet, Jordi Riera, Sebastià Roig, Albert Rossich, Joan Manuel Soldevilla, Rhiannon McGlade, Oriol Oliva, Víctor Oliva, Jordi Ferré i Josep Pinyol Vidal. El mateix any va publicar un volum monogràfic estudiant la capçalera La Campana de Gràcia, els seus dibuixants i la incidència d'aquesta revista en el panorama periodístic català: La Campana de Gràcia (1870-1934) La primera publicació catalana de gran abast, editat per Pagés editors. Seguint amb la tasca de recuperació de la memòria gràfica catalana, l'any 2014 va aparèixer el tercer volum de la col·lecció, dedicat a la revista Papitu: Papitu (1908-1937) Sàtira, erotisme i transgressió, amb pròleg de Josep Maria Cadena i col·laboracions de Jordi Farré, Albert Rossich, Jordi Riera, Joan Manuel Soldevilla, Maria Dasca, Jaume Collell, Sebastià Roig, i Jordi Clapés. L'any 2022 va publicar un gran volum il·lustrat centrat en les imatges dibuixades de la guerra civil espanyola, amb Jordi Riera, titulat Historia gráfica de la guerra civil, i el 2024 va publicar Los tebeos olvidados (Almanaques infantiles de antes de la guerra) amb el col·leccionista Paco Sánchez Obiol.
L'any 2009 li van concedir el Premi Internacional d'Humor Gat Perich, l'any 2015 el Premi Notari de l'Humor de la Universitat d'Alacant. El febrer de 2016 es feu públic que havia aconseguit guanyar alhora el primer i tercer premi d'un dels certàmens més prestigiosos del món de l'humor gràfic, el Press Cartoon Europe (PCE), guardó que reconeix les millors vinyetes publicades en premsa europea al llarg de l'any. L'any 2017 fou distingit a Girona amb el premi LiberPress.
La tardor de l’any 2021 va publicar la seva primera novel·la gràfica, amb guió de l'escriptor també berguedà Jordi Cussà. Es tracta d’una adaptació de la primera novel·la de Cussà, l’aclamada Cavalls Salvatges, en la que el duo explora les vivències d’un grup de joves endinsats en el món de les drogues durant els setanta i els vuitanta. Cussà va reescriure la seva obra per adaptar-la a les necessitats narratives del llenguatge del còmic i Kap hi desplega interessants recursos estilístics, allunyant-se del seu estil humorístic característic per crear una obra intensa, vibrant i profunda. El 2024, i en la mateixa col·lecció, Doble tinta, de Pagès editors, publicà la seva segona novel·la gràfica, Shum, el dibuixant de els mans trencades, aquest cop com a guionista i dibuixant, però signant com a Kap els dibuixos i com a Jaume Capdevila el guió. Es tracta d'una adaptació de la biografia del dibuixant anarquista Alfons Vila i Franquesa, conegut amb el pseudònim de Shum. La crítica n'ha elogiat la capacitat de presentar els fets de la vida del protagonista com un thriller, i alhora filtrar-hi elements que permeten perfilar un retrat profund dels convulsos anys vint en que es desenvolupa la història. Aquersta obra fou guardonada amb el Premi Crítica Serra d'Or 2025 en la modalitat de còmic.
Forma part del Consell de Direcció de l'Instituto Quevedo del Humor de la Fundació General de la Universitat d'Alcalá presidit per Antonio Fraguas de Pablo i Antonio Mingote Barrachina des de la seva fundació. També és president de Dibuixants sense fronteres, membre de l'associació Internacional de dibuixants d'humor auspiciada per l'ONU Cartooning for peace, fundada pel dibuixant Plantu i de l'associació internacional amb seu a Caen, United Sketches for Freedom. Col·labora des de fa anys amb l'associació Liberpress, i forma part de les entitats Tantatinta, i El Web Negre. –dedicades a la divulgació de l'humor, el còmic i el dibuix– i és assessor de continguts del museu digital dedicat a l'humor gràfic Humoristan. Des de l'estiu de 2013 codirigeix la revista cultural Tentacles juntament amb Jordi Riera Pujal. L'any 2017, juntament amb la cooperativa L'Apòstrof va impulsar la publicació satírica de denúncia Illegal Times, que reuní un nombrós grup de dibuixants catalans i internacionals per denunciar un seguit de vulneracions de drets fonamentals a Catalunya. L'any 2015, després dels atemptats a la revista satírica francesa Charlie Hebdo, fou un dels encarregats de fer la versió en castellà de la revista que es va editar en diversos idiomes per respondre a l'atac.

## Filosofia
Kap ha teoritzat a bastament sobre els mecanismes de l'humor i la sàtira en diversos dels seus llibres. També ha deixat clares les seves opinions sobre aquest tema en diverses entrevistes. Sobre els límits de la llibertat d'expressió i els límits de l'humor, es manifesta contundent: 
| « | La sàtira no pot tenir límits | » |

, i matisa aquesta afirmació explicant que: 
| « | Jo entenc la sàtira com una disciplina de la filosofia. La sàtira és una eina per interpretar la realitat. Per tant, es tracta de pensar i el pensament no té fronteres. Tot s'ha de plantejar i tot s'ha de poder discutir. L'únic problema de l'humor satíric és la seva contundència, és una eina agressiva. | » |

| « | El mal gust serveix a vegades per despertar la societat, estem massa adormits. A l'humor gràfic darrere de l'exabrupte sempre hi ha alguna cosa més: la provocació no és la finalitat. | » |

Kap s'ha plantejat sovint quins són els mecanismes que provoquen l'humor i com l'han emprat diversos autors en diverses publicacions al llarg de la història de l'humorisme, 
| « | El joc, la ironia, la sàtira formen part de l'humor i l'humor –mecanisme de descàrrega segons Freud; part del desenvolupament evolutiu del llenguatge segons Burling; mecanisme social segons Provine i Fischer; mecanisme per afrontar l'estrès o l'adversitat segons Lefcourt...- és connatural a l'ésser humà. És a dir que si el règim polític no permet que la sàtira sigui a la premsa, aquesta pulsió satírica sortirà al teatre, als acudits orals, a la literatura, a la música...(...) La sàtira, al contrari que la ironia, que la metàfora, que la metonímia, que el sarcasme, sempre és agressiva. En el fons la intenció de la sàtira és constructiva, però els mecanismes que utilitza són sempre destructius | » |

En la seva obra teòrica ha analitzat a fons la relació de la imatge amb la sàtira, i ha exposat valuosos arguments sobre la funció de l'humor gràfic: 
| « | Així com una fotografia reprodueix la realitat, el dibuixant filtra l'esmentada realitat, o la reinterpreta, per la qual cosa la imatge resultant sempre acaba per tenir un valor afegit. I és que el missatge, la idea, el contingut, diguem-ne com vulgueu, és la part més important del dibuix satíric. (...) la sàtira funciona com un mirall, ja que no deixa de ser una representació gràfica que distorsiona una realitat preexistent per aconseguir algun efecte comunicatiu. La sàtira perd sentit si hom no pot reconèixer l'objecte reflectit. (...) La iconografia satírica es pot utilitzar com a arma perquè acostuma a transportar un missatge transgressor. Un dels motors més potents de la caricatura és la seva capacitat de provocació i transgressió. Transgressió icònica o estètica, o provocació ideològica. | » |

| « | L'humor pot ser satíric, corrosiu i violent, però també tendre i poètic. És una eina de convivència. | » |

| « | Els humoristes tenim un paper social important: correspon a fer riure, picar, incordiar, ser la mosca collonera.... Però alhora fer aquest exorcisme de convertir les coses lletges, dures i desagradables en coses païbles, ajudar que la societat les pugui assimilar. (...) provocar aquest canvi d'estat mental un cop passada la por. (...) Quan pots riure d'una cosa ja ha pres una dimensió controlada per l'ésser humà, i superes la por i l'angoixa. | » |

| « | (L'humor gràfic) és un gènere d'opinió, si bé l'humorista no construeix el seu discurs mitjançant les paraules sinó a través d'imatges. | » |

## Obres
A més de fer dibuixos assíduament en diversos mitjans de comunicació, ha publicat més de quaranta llibres, sense comptar-hi els que tan sols ha il·lustrat. D'aquests, una vintena de llibres són de les seves vinyetes d'humor gràfic, entre els quals hi ha Sense Kap ni peus, el seu primer llibre, o  Barça: 100 años con buen humor, que explica amb humor la història del club de futbol, així com La Patumàquia, poètica i humorística visió de la festa berguedana per excel·lència, la Patum i recopilatoris dels seus dibuixos publicats a premsa, com El Maragallato –sobre els anys de govern del Tripartit–, Pujol i fa sol –sobre Jordi Pujol– o Som i serem –sobre la identitat catalana i la necessitat de reformular el marc polític– a més dels quatre volums que recullen les vinyetes esportives, a la col·lecció "pelotazos". Una quinzena dels seus llibres són assaig, biografies i estudis sobre dibuixants, revistes satíriques i història de la caricatura.
També ha deixat constància de la seva particular visió de la política i del futbol, en un format d'assaig humorístic i irreverent, barrejant textos àcids i dibuixos satírics en els llibres Manar, manar! i Bojos pel futbol publicats per Angle Editorial.
Amb els seus dibuixos i ha participat en moltes altres iniciatives col·lectives (El Milhomes, Enfoteu-vos-en, Rescatallats, Fins als Borbons! o els recopilatoris anuals d'acudits de l'editorial Efadós: Any d'Estelades (2012), Any de sobres (2013) i Any de consulta (2014), juntament amb els principals humoristes gràfics de la premsa catalana: Ferreres, Batllori, o Fer. A més, ha il·lustrat d'altres llibres fets per diversos autors, sobretot de temàtica esportiva (¡Que sabrá usted de fútbol!, Los 200 mejores chistes deportivos, Urruti t'estimo!) i de tradicions populars catalanes (El cabàs de micacos, Guia del Berguedà, El tres i el set números meravellosos, Llegendes dels capgrossos i els gegants d'Esplugues, El Quixot dels ignorants), entre altres (Restaurantes originales de Barcelona, La Bugadera).
Ha fet exposicions a Barcelona, París, Granada, Madrid, Mèxic i altres llocs. Per altra banda, la seva obra és habitual dels circuits internacionals d'humor gràfic, havent aconseguit un premi Humoris Causa a la bienal "Humor i Fantasia" (Itàlia), i mencions al Festival Internazionale di Humor gráfico (Itàlia), al Press Cartoon Europe de Bélgica o al World Press Cartoon.
Des del 2006 hi ha una de les seves obres de gran format –una caricatura al guaix de Josep Pla– a la Galeria de Cronistas Parlamentarios de les corts espanyoles. L'any 2013 fou un dels dotze dibuixants d'arreu del món que va poder deixar la seva empremta en un tram del mur de Berlin instal·lat al Memorial de Caen, Centre Internacional de la Pau, en el reanomenat "Mur de la llibertat", reivindicant la llibertat d'expressió de pensament.

### Llibres de dibuixos
- 1997 Sense Kap ni peus
- 1999 Barça: 100 años de buen humor
- 2001 La Patumàquia
- 2003 El Milhomes (Col·lectiu)
- 2007 El Maragallato
- 2007 Tiro al blanco Col·lecció Pelotazos, n.1
- 2007 Aquellos maravillosos años Col·lecció Pelotazos, n.2
- 2007 La cuadratura del círculo virtuoso Col·lecció Pelotazos, n.3
- 2007 Cosas del Barça Col·lecció Pelotazos, n.4
- 2007 Comunica con humor (Col·lectiu)
- 2009 Manar! Manar!
- 2011 Bojos pel Futbol
- 2012 Enfoteu-vos-en! Humor indignat (Col·lectiu)
- 2013 ResCATallats (Col·lectiu)
- 2012 Any d'Estelades (Col·lectiu)
- 2013 Fins als Borbons! (Col·lectiu)
- 2013 Som i Serem. Postals de la Catalunya independent
- 2014 Any de sobres (Col·lectiu)
- 2014 Pujol i fa sol
- 2014 Any de Consulta (Col·lectiu)
- 2015 Kap. 15 anys Gegants
- 2017 Kap. Dibuixos i altres provocacions
- 2018 Kaput
- 2021 Cavalls Salvatges (amb guió de Jordi Cussà)
- 2024 Shum. El dibuixant de les mans trencades[54]

### Assaig i teoria sobre humor gràfic
- 2006 Trazos. Un siglo de ilustración y buen humor en Mundo Deportivo
- 2006 Muntañola. L'art de riure, l'art de viure
- 2006 Señor director... Col. Barcelona una ciudad de Vanguardia, n.17
- 2007 Bagaria. La guerra no fa riure
- 2009 L'humor gràfic de Tísner. Aproximació a les caricatures d'Avel·lí Artís-Gener
- 2009 Canya al Borbó!. Iconografia satírica de la monarquia espanyola
- 2010 Los Borbones a parir. Iconografía satírica de la monarquía española
- 2011 Si los curas y frailes supieran. Antología de caricatura anticlerical
- 2011 (Juntament amb Lluís Solà i Dachs) Andreu Dameson. Geni de la caricatura
- 2011 El Gran Vázquez. Todo por la pasta (Col·lectiu)
- 2012 Cu-cut! Sàtira política en temps trasbalsats (1902-1912)
- 2013 L'Esquella de la Torratxa 1879-1939. 60 anys d'història catalana.[55]
- 2013 La Campana de Gràcia (1870-1934). La primera publicació catalana de gran abast
- 2014 Tebeos. Las revistas infantiles. (Col·lectiu)
- 2014 Papitu (1908-1937) Sàtira, erotisme i provocació.
- 2015 Perich sense caducitat (juntament amb Raquel Perich)
- 2016 L'humor gràfic a Barcelona (Col·lectiu)
- 2017 Tono / Mihura. Humor del 27
- 2019 El Humor gráfico (Col·lectiu)
- 2019 Fer. L'Humor amable
- 2020 Un abric verd penicil·lina (edició i pròleg de les memòries inèdites de Jaume Perich)
- 2020 Perich (1941-1995). Humor amb ulls de gat.
- 2022 Historia gráfica de la guerra civil (amb Jordi Riera).
- 2022 Josep Maria de Martín. Passió intel·lectual.
- 2023 Josep Maria Serra. L'Art del dibuix de premsa.
- 2024 Lau. L'artista que no va poder ser.
- 2024 Los tebeos olvidados (amb Paco Sánchez Obiol).
- 2025 La vida secreta del papa. (edició i epíleg d'un nou llibre inèdit de Perich)

### Altres
- 1997 Manual del bon Patumaire
- 1998 Guia d'orientació per a patumaires
- 2004 ¡Que sabrá usted de fútbol!, amb text d'Enric Bañeres
- 2010 No em toquis els fogons
- 2013 Pàjarus de Catalunya, amb text de Jordi Cantavella
- 2015 Arpòliques (edició i pròleg als articles de Francesc Pujols a la revista Papitu)
- 2018 Fia-faia, amb text de Xavier Pedrals

### Il·lustracions
- Los 200 mejores chistes deportivos
- Urruti t'estimo!
- El cabàs de micacos
- Guia del Berguedà
- El tres i el set números meravellosos
- Llegendes dels capgrossos i els gegants d'Esplugues
- El Quixot dels ignorants
- Un tresor entre torres i altres narracions
- Restaurantes originales de Barcelona
- Amores In-Perfectos
- ¡Qué rabia da!
- La Bugadera
- Manual del bon patumaire
- Guia d'orientació per patumaires
- Mossèn Cinto i el pi de les tres branques
- Queralt. Un santuari de la Mare de Déu
- La Patum. El Corpus Christi de Berga
- Antigues imatges de La Patum
- Músiques de la Patum
- El túnel de la por
- Conyes i acudits catalans
- Colofó de colofons. Biblioteca Amades
- Repensant Catalunya
- Historia de España para Dummies
- Cocina fácil para Dummies
- Dormir bien para Dummies
- Jubilación para Dummies
- Declaración de renta para Dummies

### Comissari d'exposicions
- 2006 Trazos. Un siglo de ilustración y buen humor en Mundo Deportivo. Centre Cultural Caja Madrid (Barcelona)[56]
- 2006 Muntañola, l'art de riure, l'art de viure. Obra Social Caixa Sabadell (itinerant)[57]
- 2007 Tísner. 5a Biennal d'humor gràfic Humoràlia, Lleida.[58]
- 2009 Vinyetes fora de joc. 27 Saló Internacional del Còmic de Barcelona.[59]
- 2010 El Triangle a Mil!. Col·legi de Periodistes de Catalunya (itinerant)[60]
- 2011 Escolta Espanya! Ep? Que hi ha algú?. Col·legi de Periodistes de Catalunya.[61]
- 2011 Muntañola, la cara amable de l'humor. Biblioteca de Catalunya.[62][63]
- 2011 Perich i Autopista. Humor sense peatges. Fundació Gin.[64][65]
- 2012 Diario del Pleistoceno. Museo Arqueológico Regional de la Comunidad de Madrid. Alcalá de Henares.[66][67]
- 2012 Cu-cut! Sàtira política en temps trasbalsats (1902-1912). Arxiu Històric de la Ciutat de Barcelona.[68]
- 2014 1714. Dibuixant el mite. Servei de Biblioteques de la Generalitat de Catalunya.[69]
- 2016 Gols de Tinta. Diputació de Barcelona.[70]
- 2016 280 años de prensa satírica en España. Humoristán.[71]
- 2018 La revolución satírica de Mayo del 68. Humoristán.[72]
- 2020 Fer, l'humor amable. Museu Joan Abelló (Mollet del Vallés)[73]
- 2020 Perich (1941-1995) Humor amb ulls de gat.[74]
- 2021 Fer, l'humor amable. Centre d'Arts Santa Mònica[75]
- 2022 Josep Maria de Martín. Passió intel·lectual. Convent de Sant Francesc, Berga.[76]
- 2024 Lau. L'artista que no va poder ser. La Sala, centre d'Art. Vilanova i la Geltrú.[33]F
- 2024 Josep Maria Serra. L'Art del dibuix de premsa. Col·legi de periodistes de Catalunya.[77]

## Premis i reconeixements[calcitació]
- 2008 - Premi Humoris Causa (Itàlia)
- 2008 - Menció d'Honor. Festival Internazionale di Humor Gràfico (Itàlia)
- 2009 - Premi d'Humor Gat Perich[78]
- 2009 - Premi d'Humor Gràfic Esportiu de la Fundació Catalana per a l'Esport
- 2009 - Premi Comunicació Regió7 - TVM[79]
- 2010 - Award of Excellence. World Press Freedom Annual International Editorial Cartoon Competition(Canadà)
- 2011 - Menció d'Honor. World Press Cartoon. (Portugal)
- 2015 - Premi Notari de l'Humor de la Universitat d'Alacant[80]
- 2016 - Press Cartoon Europe (Bèlgica)
- 2017 - Premi Liberpress[81]
- 2018 - Premi 'Berguedans al Món'. Casal d'Europa de Berga.[82]
- 2022 - Award of Excellence. World Press Freedom Annual International Editorial Cartoon Competition(Canadà)[83]
- 2024 - Premi Crítica Serra d'Or per l'obra Shum, el dibuixant de les mans trencades.[14]